# Liste der Präsidenten von Paraguay

Standarte des Präsidenten der Republik Paraguay

Die Liste der Präsidenten von Paraguay nennt nachfolgend die Namen, Lebensdaten und die Amtszeit(en) der Staatsoberhäupter des südamerikanischen Staates. 
Die längsten Amtszeiten sind grau unterlegt.
| Name                                      | Partei    | Lebensdaten | Amtszeit                              |
| ----------------------------------------- | --------- | ----------- | ------------------------------------- |
| Fulgencio Yegros                          |           | 1780–1821   | 1811 – 1813                           |
| José Gaspar Rodríguez de Francia (Konsul) |           | 1766–1840   | 12. Oktober 1813 – 12. Februar 1814   |
| Fulgencio Yegros (Konsul)                 |           | 1780–1821   | 12. Februar 1814 – 12. Juni 1814      |
| José Gaspar Rodríguez de Francia (Konsul) |           | s. o.       | 12. Juni 1814 – 20. September 1840    |
| Manuel Antonio Ortiz                      |           |             | 20. September 1840 – 22. Januar 1841  |
| Juan José Medina                          |           |             | 22. Januar 1841 – 9. Februar 1841     |
| Mariano Roque Alonso                      |           | 1792–1853   | 9. Februar 1841 – 14. März 1841       |
| Mariano Roque Alonso (Konsul)             |           | s. o.       | 14. März 1841 – 13. März 1844         |
| Carlos Antonio López (Konsul)             |           | 1790–1862   | 14. März 1841 – 13. März 1844         |
| Carlos Antonio López                      |           | s. o.       | 14. März 1844 – 10. September 1862    |
| Francisco Solano López                    |           | 1827–1870   | 10. September 1862 – 15. August 1869  |
| Cirilo Antonio Rivarola                   |           | 1836–1879   | 15. August 1869 – 31. August 1870     |
| Facundo Machaín                           |           | 1845–1877   | 31. August 1870 – 1. September 1870   |
| Cirilo Antonio Rivarola                   |           | s. o.       | 1. September 1870 – 18. Dezember 1871 |
| Salvador Jovellanos                       |           | 1833–1881   | 18. Dezember 1871 – 25. November 1874 |
| Juan Bautista Gill                        |           | 1840–1877   | 25. November 1874 – 12. April 1877    |
| Higinio Uriarte                           |           | 1843–1909   | 12. April 1877 – 25. November 1878    |
| Cándido Bareiro                           |           | 1833–1880   | 25. November 1878 – 4. September 1880 |
| Bernardino Caballero                      | Colorados | 1839–1912   | 4. September 1880 – 25. November 1886 |
| Patricio Escobar                          |           | 1843–1912   | 25. November 1886 – 25. November 1890 |
| Juan Gualberto González                   |           | 1851–1912   | 25. November 1890 – 9. Juni 1894      |
| Marcos A. Morínigo                        |           | 1848–1901   | 9. Juni 1894 – 25. November 1894      |
| Juan Bautista Egusquiza                   |           | 1845–1902   | 25. November 1894 – 25. November 1898 |
| Emilio Aceval                             | Colorados | 1853–1931   | 25. November 1898 – 9. Januar 1902    |
| Andrés Héctor Carvallo                    |           | 1862–1934   | 9. Januar 1902 – 25. November 1902    |
| Juan Antonio Escurra                      |           | 1859–1929   | 25. November 1902 – 19. Dezember 1904 |
| Juan Bautista Gaona                       |           | 1845–1932   | 19. Dezember 1904 – 9. Dezember 1905  |
| Cecilio Báez                              |           | 1862–1941   | 9. Dezember 1905 – 25. November 1906  |
| Benigno Ferreira                          |           | 1846–1920   | 25. November 1906 – 4. Juli 1908      |
| Emiliano González Navero                  |           | 1861–1934   | 4. Juli 1908 – 25. November 1910      |
| Manuel Gondra                             |           | 1871–1927   | 25. November 1910 – 17. Januar 1911   |
| Albino Jara                               |           | 1877–1912   | 17. Januar 1911 – 5. Juli 1911        |
| Liberato Marcial Rojas                    |           | 1870–1922   | 5. Juli 1911 – 28. Februar 1912       |
| Pedro Pablo Peña                          |           | 1864–1943   | 28. Februar 1912 – 22. März 1912      |
| Emiliano González Navero                  |           | s. o.       | 22. März 1912 – 15. August 1912       |
| Eduardo Schaerer                          |           | 1873–1941   | 15. August 1912 – 15. August 1916     |
| Manuel Franco                             |           | 1871–1919   | 15. August 1916 – 5. Juni 1919        |
| José Pedro Montero                        |           | 1878–1927   | 5. Juni 1919 – 15. August 1920        |
| Manuel Gondra                             |           | s. o.       | 15. August 1920 – 7. November 1921    |
| Eusebio Ayala                             |           | 1875–1942   | 7. November 1921 – 12. April 1923     |
| Eligio Ayala                              |           | 1879–1930   | 12. April 1923 – 17. März 1924        |
| Luis Alberto Riart                        |           | 1880–1953   | 17. März 1924 – 15. August 1924       |
| Eligio Ayala                              |           | s. o.       | 15. August 1924 – 15. August 1928     |
| José Patricio Guggiari                    |           | 1884–1957   | 15. August 1928 – 15. August 1932     |
| Eusebio Ayala                             |           | s. o.       | 15. August 1932 – 17. Februar 1936    |
| Rafael Franco                             |           | 1896–1973   | 20. Februar 1936 – 15. August 1937    |
| Félix Paiva                               |           | 1877–1965   | 16. August 1937 – 15. August 1939     |
| José Félix Estigarribia                   |           | 1888–1940   | 15. August 1939 – 7. September 1940   |
| Higinio Morínigo                          |           | 1897–1983   | 8. September 1940 – 3. Juni 1948      |
| Juan Manuel Frutos                        | Colorados | 1879–1960   | 3. Juni 1948 – 15. August 1948        |
| Juan Natalicio González                   | Colorados | 1897–1966   | 15. August 1948 – 30. Januar 1949     |
| Raimundo Rolón                            | Colorados | 1903–1981   | 30. Januar 1949 – 26. Februar 1949    |
| Felipe Molas López                        | Colorados | 1901–1954   | 27. Februar 1949 – 11. September 1949 |
| Federico Chaves                           | Colorados | 1882–1978   | 11. September 1949 – 8. Mai 1954      |
| Tomás Romero Pereira                      | Colorados | 1886–1982   | 8. Mai 1954 – 15. August 1954         |
| Alfredo Stroessner Matiauda               | Colorados | 1912–2006   | 15. August 1954 – 3. Februar 1989     |
| Andrés Rodríguez                          | Colorados | 1923–1997   | 3. Februar 1989 – 15. August 1993     |
| Juan Carlos Wasmosy                       | Colorados | * 1938      | 15. August 1993 – 15. August 1998     |
| Raúl Cubas Grau                           | Colorados | * 1943      | 15. August 1998 – 28. März 1999       |
| Luis Ángel González Macchi                | Colorados | * 1947      | 28. März 1999 – 15. August 2003       |
| Nicanor Duarte Frutos                     | Colorados | * 1956      | 15. August 2003 – 15. August 2008     |
| Fernando Armindo Lugo Méndez              | APC       | * 1951      | 15. August 2008 – 22. Juni 2012       |
| Luis Federico Franco Gómez                | PLRA      | * 1962      | 22. Juni 2012 – 15. August 2013       |
| Horacio Cartes                            | Colorados | * 1956      | 15. August 2013 – 15. August 2018     |
| Mario Abdo Benítez                        | Colorados | * 1971      | 15. August 2018 – 15. August 2023     |
| Santiago Peña                             | Colorados | * 1978      | seit 15. August 2023                  |